# Corentin Fiore
Corentin Fiore, né le 24 mars 1995 à Carnières en Belgique, est un footballeur belge qui joue au poste de défenseur ou de milieu de terrain à l'Union rochefortoise.

## Biographie

### Standard de Liège
Corentin Fiore est issu de l'Académie Robert Louis-Dreyfus. Il signe son premier contrat professionnel le 27 mars 2013, et commence sa carrière professionnelle en tant que titulaire face au Feyenoord Rotterdam en Ligue Europa. 

## Statistiques

### En club
| Saison                | Club                  | Championnat           | Championnat | Championnat | Coupe(s) nationale(s) | Coupe(s) nationale(s) | Compétition(s) continentale(s) | Compétition(s) continentale(s) | Compétition(s) continentale(s) | Total | Total |
| Saison                | Club                  | Division              | M.          | B.          | M.                    | B.                    | Comp.                          | M.                             | B.                             | M.    | B.    |
| 2014-2015             | Standard de Liège     | Jupiler Pro League    | 1           | 0           | -                     | -                     | C1+C3                          | 0+1                            | 0                              | 2     | 0     |
| 2015-2016             | Standard de Liège     | Jupiler Pro League    | 22          | 0           | 3                     | 0                     | C3                             | 1                              | 0                              | 26    | 0     |
| 2016-2017             | Standard de Liège     | Jupiler Pro League    | 17          | 0           | 1                     | 0                     | C3                             | 4                              | 0                              | 22    | 0     |
| Sous-total            | Sous-total            | Sous-total            | 40          | 0           | 4                     | 0                     | -                              | 6                              | 0                              | 50    | 0     |
| 2017-2018             | US Palerme            | Serie B               | 2           | 0           | -                     | -                     | -                              | -                              | -                              | 2     | 0     |
| 2018-2019             | US Palerme            | Serie B               | -           | -           | 1                     | 0                     | -                              | -                              | -                              | 1     | 0     |
| 2018-2019             | Imolese (prêt)        | Serie C               | 31          | 0           | 3                     | 0                     | -                              | -                              | -                              | 34    | 0     |
| Sous-total            | Sous-total            | Sous-total            | 33          | 0           | 4                     | 0                     | -                              | -                              | -                              | 37    | 0     |
| 2019-2020             | Cercle Bruges         | Jupiler Pro League    | -           | -           | -                     | -                     | -                              | -                              | -                              | 0     | 0     |
| Sous-total            | Sous-total            | Sous-total            | -           | -           | -                     | -                     | -                              | -                              | -                              | 0     | 0     |
| Total sur la carrière | Total sur la carrière | Total sur la carrière | 73          | 0           | 8                     | 0                     | -                              | 6                              | 0                              | 87    | 0     |